# Anarchisme au Mexique
L’anarchisme au Mexique concerne l'histoire du mouvement libertaire mexicain.
Historiquement, les anarchistes mexicains sont influencés par le christianisme, le fouriérisme, le proudhonisme, le bakouninisme ou le positivisme. Radicalement anti-cléricaux, ils développent des réalisations concrètes dans les zones qu’ils réussissent à contrôler durant un certain temps.

## Aspects libertaires des amérindiens
Pour certains anarchistes[Lesquels ?] la vie communautaire indigène présente des aspects libertaires par son ébauche de démocratie directe[réf. nécessaire] et l'ancienne pratique communautaire du calpulli[Information douteuse].

## Les origines du mouvement

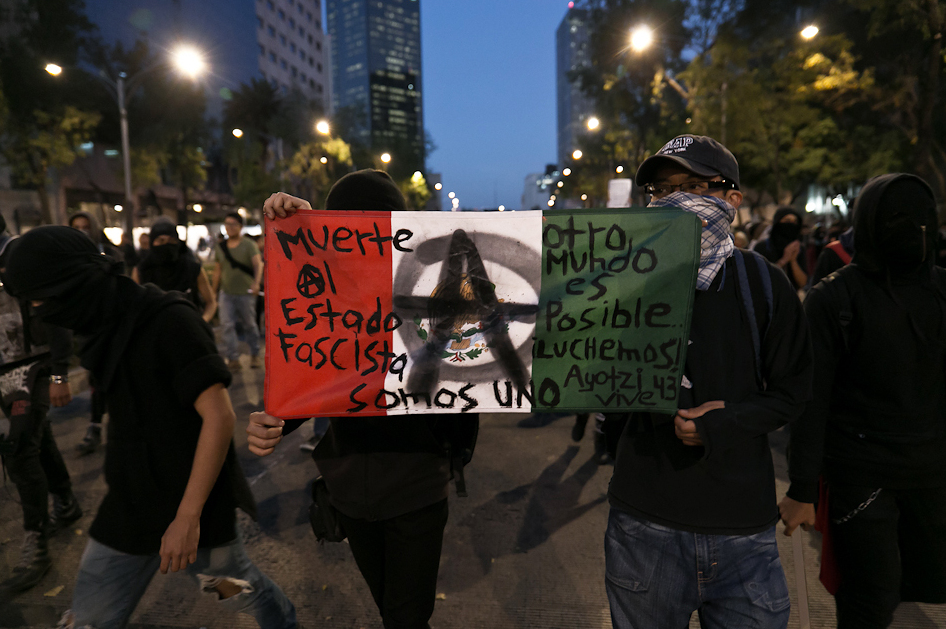
Photo d'anarchiste mexicain prise en 2014

Entre 1861 et 1864, les différents courants de l’anarchisme social émergent comme force d’opposition prépondérante dans la vie politique, syndicale et sociale.
Le mouvement libertaire mexicain naissant se manifeste, dans des révoltes paysannes, par une « indigénisation des théories socialistes utopiques », notamment par les liens entre « le calpulli précolombien et la commune sociétaire de demain ».
En 1874, La Comuna, sans doute le premier journal réellement anarchiste, est un hommage posthume à la Commune de Paris (1871).

### La révolte de Chalco
« Instinctivement, le peuple mexicain exècre l’autorité et la bourgeoisie [...]. L’entraide mutuelle était la règle dans ces communautés [...], il n’y avait ni juges, ni maires, ni gardiens de prisons, ni aucun être nuisible de cette espèce. Tous avaient droit à la terre, à l’eau pour l’irrigation, aux forêts pour se procurer du bois pour se chauffer et pour construire les huttes. [...] Il est donc évident que le peuple mexicain est capable de parvenir au communisme car il a fonctionné sur ce mode, tout du moins en partie, depuis des siècles. » - Ricardo Flores Magón, Regeneración, 2 septembre 1911
À son arrivée en février 1861 au port de Veracruz, c'est le militant grec Plotino Rhodakanaty qui introduit l'anarchisme. En 1877, il traduit le premier ouvrage anarchiste au Mexique, Idea General de la Revolución de Pierre-Joseph Proudhon.
En 1865, après avoir étudié la région et conclu qu’elle était idoine pour l’implantation de son projet de communes socialistes, Rhodakanaty s’installe dans le village de Chalco. En répétant la méthode qu’il a déjà utilisée dans la ville de Mexico, il implante d’abord un centre de formation paysanne qu’il appelle l’Escuela de rayo y del socialismo. L'instruction donnée commence par l'alphabétisation, continue avec l'étude des idéaux libertaires et de certaines méthodes d'organisation. Il se renforce par l'apprentissage de l'art oratoire et par la pratique de la rédaction.
Un des élèves les plus remarqués est un paysan originaire d'une hacienda proche de Texcoco, nommé Julio López Chávez. Il entame un processus très actif d'organisation paysanne dans le but d'appliquer le programme agraire qu'il ébauche peu à peu : « Je suis socialiste parce que je suis ennemi de tous les gouvernements et communiste parce que mes frères veulent travailler les terres en commun ». Et, appliquant le principe de l'action directe, il se lance avec un petit groupe de partisans prendre les terres des haciendas de Chalco et Texcoco. Le mouvement prend rapidement de l'ampleur. Le gouvernement de Benito Juárez envoie des forces pour les combattre.

#### Manifeste à tous les opprimés et pauvres du Mexique et de l'univers
Le 20 avril 1869, Julio López Chávez (en) lance son Manifeste à tous les opprimés et pauvres du Mexique et de l'univers (« El Manifiesto a todos los pobres y oprimidos de México y el Universo ») qui démontre un souci de s’extraire du localisme et que la presse ouvrière de la capitale reproduit. Le manifeste dénonce le dépouillement séculaire et le semi-servage dont souffrent les paysans. Mais aussi, l'Église accusée d'être aussi responsable de la situation du paysannat, en même temps qu'il revendique les principes de base d'un christianisme en rupture avec l'appareil oppresseur de l'institution-église : « Qui a collaboré pour nous maintenir dans le silence, dans l'humiliation, dans l'ignorance et dans l'esclavage ? L'Église et seulement l'Église qui par le moyen de ses missions hypocrites a tissé le mensonge du salut spirituel dans un lieu qui
n'est pas la terre ».
Il faut mentionner que ce texte est sujet a de nombreuses controverses quant à sa date réelle de rédaction et à savoir qui est son auteur véritable, d'autres portent sur sa publication qui serait postérieure de trente ans à sa rédaction ; son authenticité même est mise en doute par certains anarchistes mexicains[réf. à confirmer].
Le texte formule également un projet, une utopie : « Nous voulons le socialisme [...] la forme la plus parfaite de convivialité sociale. [...] Nous voulons la terre pour y semer pacifiquement et récolter tranquillement en abolissant dès maintenant le système d'exploitation, en donnant la liberté à tous pour qu'ils sèment dans le lieu qui leur convient le mieux sans avoir à payer aucun tribut, en leur donnant la liberté de se réunir dans la forme qu'ils croiront la plus adéquate, en formant de grandes ou de petites sociétés agricoles qui se surveillent pour se défendre mutuellement sans avoir besoin d'un groupe d'hommes qui leur donne des ordres et les châtie. Nous voulons abolir toute marque de tyrannie parmi les hommes mêmes vivants dans des sociétés de fraternité et de mutualisme et établissant la République universelle de l'harmonie. [...] Il est indispensable de sauver le moment présent et d'élever nos efforts autour du sacra-saint drapeau de la Révolution socialiste qui dit du haut de la République : Abolition du gouvernement et
de l'exploitation. »
Julio López Chávez est finalement capturé, fusillé à Chalco, le 1er septembre 1869, il meurt en criant « Vive le socialisme ! ».
Selon l'anthropologue Eric Wolf : « L'utopie des paysans est le village libre, qui n'est pas touché par les collecteurs d'impôts, les recruteurs de travailleurs, les grands propriétaires terriens et les fonctionnaires [...] Pour le paysans, l'État est quelque chose de négatif, un mal qui doit être remplacé le plus vite possible par leur propre ordre social de caractère domestique. Cet ordre, croient-ils, peut exister sans un État, par conséquent les paysans rebelles sont des anarchistes naturels »
Selon l'historien José Rosas Ribeyro : « Le mouvement paysan anarchiste de López Chávez revêt une importance très singulière qui marquera dans le futur le processus des luttes paysannes jusqu'à la Révolution zapatiste. En effet, avec lui sont laissés en arrière les jacqueries et les pillages et on passe à une remise en cause idéologique de l'État mexicain, avec lui le mouvement agraire acquiert une idélogisation dans laquelle on introduit le concept de lutte de classes et, finalement, c'est avec lui qu'est obtenue la première ébauche plus ou moins claire de la revendication ancestrale de gouvernements autonomes, c'est-à-dire les communes libres et fédérées entre elles. Également, pour la première fois, les aspirations millénaristes chrétiennes fusionnent avec un élément ideologique extérieur - anarchiste - ce qui lui permet d'élaborer un projet alternatif de société qui, bien qu'il soit superficiel et simplificateur, signifie un pas en avant dans le développement de la conscience paysanne ».

## La révolution mexicaine

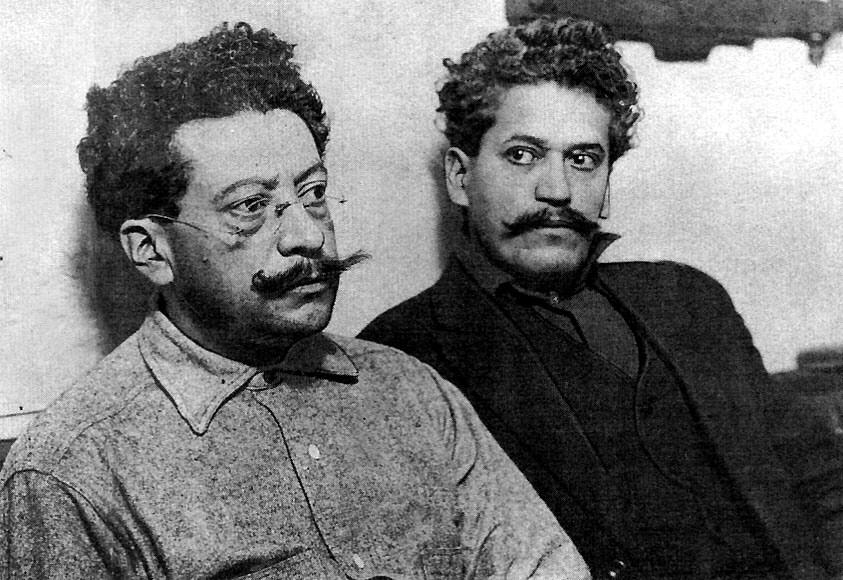
Ricardo et Enrique Flores Magón.

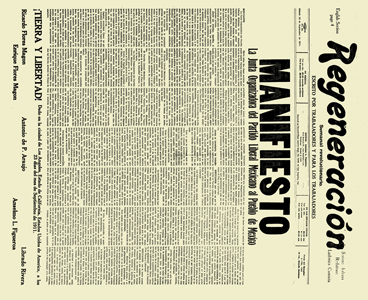
Regeneración du 23 septembre 1911.

Les frères Flores Magón, créent le 7 août 1900 à Mexico, le journal Regeneración.
Ricardo Flores Magón qui se réclame de l'anarchisme, fonde en 1906, le Parti libéral mexicain (Partido Liberal Mexicano - PLM).
Avant la Révolution mexicaine, le PLM est le premier et le plus puissant mouvement d’opposition au gouvernement de Porfirio Díaz, et ce, malgré les difficultés de l’exil. Tant par la propagande de Regeneración, hebdomadaire dont la parution atteint, à certaines époques, les vingt et un mille exemplaires, que par l’agitation provoquée par les soulèvements armés et les grèves, il participe à l’affaiblissement du régime en créant un climat d’instabilité, propice à l’émergence d’autres mouvements contestataires.
Adoptant une perspective historique différente de la version officielle, qui présente le 20 novembre 1910, date du soulèvement de Francisco I. Madero, comme le début de la révolution, certains historiens proposent l’année 1906, époque de la grève réprimée de Cananea.
En juillet 1906, a lieu la première grève réellement importante dans l’histoire du mouvement ouvrier mexicain, à la société Cananea Copper Company à Cananea. Les ouvriers de Camanea sont les premiers Mexicains à se battre pour la journée de huit heures et des salaires décents. La grève, qui tourne à l’émeute, est écrasée par les autorités locales et 275 soldats nord-américains viennent défendre les intérêts de la Camanea Consolidated Copper Company. Les leaders sont arrêtés, Manuel M. Diguez et Esteban B. Calderon, tous deux membres du Parti libéral mexicain et condamnés à 15 ans de forteresse à San Juan,.
À partir des grandes grèves ou révoltes de 1906, le Parti libéral mexicain, penche de plus en plus vers l’anarcho-syndicalisme.

### Commune de Basse-Californie

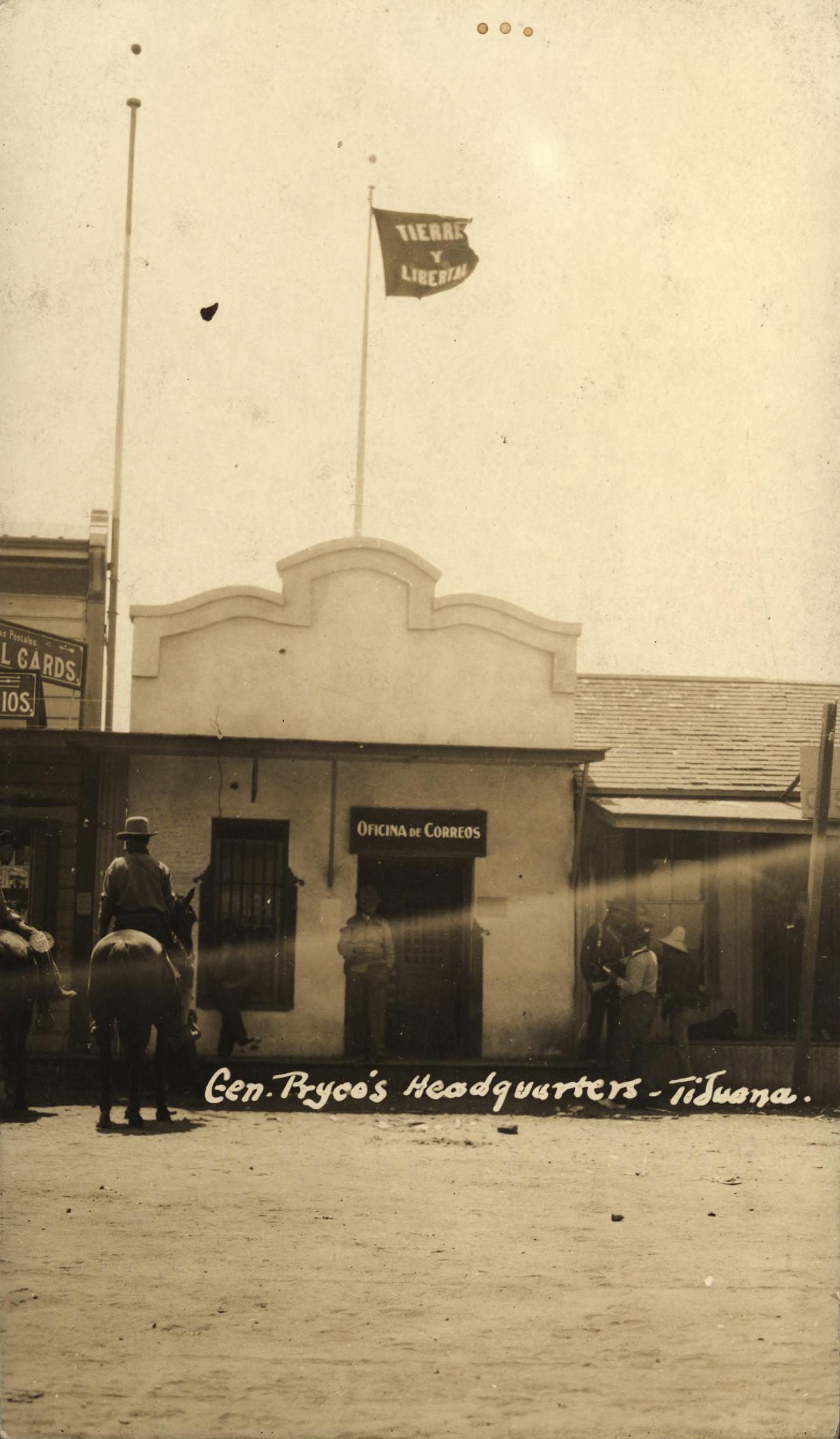
Le drapeau Tierra y Libertad flotte sur Tijuana, (100 habitants) prise par les combattants du Parti libéral mexicain, le 8 mai 1911.

Le 29 janvier 1911, le Parti libéral mexicain planifie l'invasion du territoire de Basse-Californie du Nord, (Rebelión de Baja California (es)) pour en faire une base opérationnelle du PLM dans la guerre révolutionnaire.

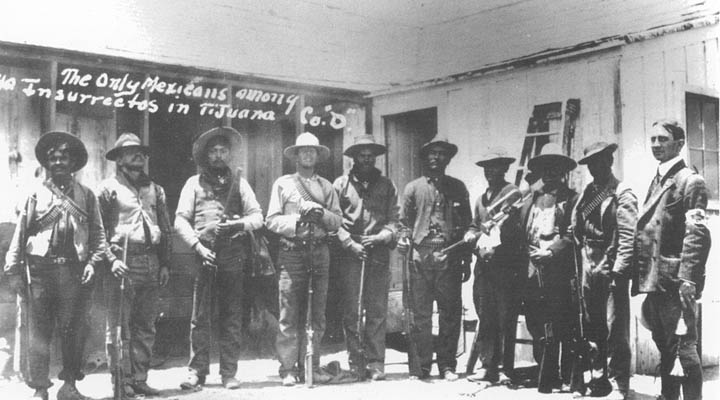
Combattants du Parti libéral mexicain à Tijuana en mai 1911.

Conduits par Simon Berthold et Jose Maria Leyva, les guérilleros (au nombre de 30) du PLM prennent Mexicali (300 habitants), en comptant sur la force de seulement 18 hommes, qui se retrouvent rapidement 500. Parmi eux, une centaine d'internationalistes armés sont membres de l'Industrial Workers of the World (Travailleurs Industriels du monde, syndicat révolutionnaire américain fondé en 1905) dont Frank Little (1879-1917) et Joe Hill (1879-1915), chanteur engagé. Jack London écrit une affiche en faveur de ces révolutionnaires, dans laquelle il garantit l’appui du cœur et de l’âme des « socialistes, anarchistes, vagabonds, voleurs de poules, proscrits et citadins indésirables des États-Unis d’Amérique ». Les tentatives des troupes fédérales pour reconquérir Mexicali échouent.
Le 8 mai 1911, Tijuana (100 habitants) est prise par les combattants du Parti libéral mexicain. Le district nord de la Basse Californie est maintenant presque entièrement entre leurs mains. Les magonistes incitent le peuple à prendre possession collectivement de la terre, à créer des coopératives et à refuser l'établissement d'un nouveau gouvernement. Durant cinq mois, ils vont faire vivre la Commune de Basse-Californie, expérience de communisme libertaire : abolition de la propriété, travail collectif de la terre, formation de groupes de producteurs, etc.

### «Tierra y Libertad»
Le 23 septembre 1911, Regeneración publie un appel au peuple mexicain signé Ricardo Flores Magón, Anselmo L. Figueroa, Librado Rivera, Enrique Flores Magón et Antonio de P. Araùjo. Dans le style ampoulé de l’époque, le texte synthétise ce que, depuis plusieurs mois, le PLM propose comme orientation révolutionnaire. Ce nouveau manifeste, remplace le programme réformiste de 1906 tombé en désuétude et ne fait qu’entériner l’évolution communiste libertaire, bien que le terme ne soit jamais prononcé, de la direction du PLM : « Dans ces moments de confusion, si propices pour l’attaque contre l’oppression et l’exploitation ; dans ces moments pendant lesquels l’Autorité affaiblie, vacillante [...] les masses compactes de déshérités envahissent le pays, brûlent les titres et les actes officiels, s’emparent des terres de leurs mains créatrices et menacent de leurs poings tout ce qui était respectable hier... l’Autorité, le Capital et le Clergé. [...] Ceci, Mexicains, sont les premiers résultats pratiques de la propagande et de l’action des combattants du prolétariat, partisans généreux de nos principes égalitaires, de nos frères qui portent un défi à toutes les oppressions et à toutes les exploitations en poussant un cri de mort pour tous ceux qui sont en haut, mais un cri de vie et d’espoir pour tous ceux qui sont en bas… « Pour la Terre et la Liberté ! » L’expropriation doit être poursuivie sans trêve et à tout prix, pendant que le grand mouvement continue. »
Les insurgés [Combien ?] se rallient sous la bannière « Tierra y Libertad » (Terre et Liberté), devise de Regeneración depuis 1910 introduite au Mexique par Ricardo Flores Magón. Ce slogan souvent attribué à tort à Emiliano Zapata, est inspiré de l’œuvre d'Alexandre Herzen, l’ami de Bakounine issu du premier populisme russe, le groupe Zemlia i Volia de 1876.

### Échec militaire
Cependant, Ricardo Flores Magón est considéré principalement par les maderistes mais aussi par d'autres révolutionnaires, comme « traitre à la patrie », car jugé internationaliste, car s'appuyant sur des anarchistes de diverses nationalités (notamment des États-Unis) dans les conflits intérieurs du pays. Le gouvernement, ainsi que la population mexicaine considèrent les éléments non mexicains comme des « flibusteros ».
Ils sont finalement battus, en juin 1911, ce qui marque la fin de leur rêve d'établir une république socialiste libertaire en Basse Californie.

## Anarcho-syndicalisme
En 1922, une centrale anarcho-syndicaliste est fondée à Mexico.

## Fédération anarchiste mexicaine

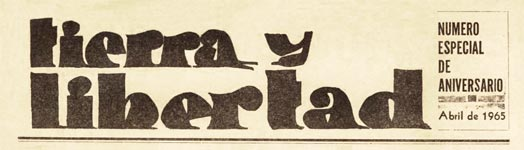
Tierra y Libertad, avril 1965.

En 1941, et jusqu’aux années 1970, les idéaux anarcho-syndicalistes sont portés par l'Association mexicaine du Travail (Asociación Mexicana del Trabajo).
Le 25 juin 1944, des anarchistes espagnols en exil publient le journal Tierra y Libertad.
Du 26 au 28 décembre 1945, se tient le premier congrès de la Fédération anarchiste mexicaine (es) (FAM, Fédération Anarchiste Mexicaine). Efrén Castejo en est élu secrétaire du comité de relations. À ce congrés assistent entre autres les groupes Numenes rebeldes (Yalga), Pensamiento libertario (Tepic, État de Navarit), Horizontes Libertarios et Regeneracion (Santiago de Yxcuintlo), Sembrando Ideas (Ruiz), Espartaco, Tierra y Libertad, Centro de cultura Via Libre (Léon), Grupo cultural de obreros y campesinos (Ensenada, Basse Californie), Ricardo Flores Magon (Coyoatepec), Helios (Irapuata), Sacco y Vanzetti (San Luis de Potosi), des militants de Ixtapalucan, Chalco, et Aguascalientes,. Des exilés espagnols fuyant le franquisme soutiennent l'initiative. La FAM réédite le journal Regeneración,.
Les 20 et 30 juin 1947, a lieu le second congrès de la Fédération anarchiste mexicaine qui rassemble alors à Mexico les groupes Tierra y libertad, Accion Libertaria, Luz y vida, Alba roja, Ricardo Flores Magon, Librado Rivera et le Grupo cultural Mechor Ocampo.
En 1968, Rodolfo Aguirre Robles est le secrétaire de la FAM. L'organisation est représentée au Congrès de Carrare (31 août-5 septembre 1968) de l'Internationale des fédérations anarchistes.

## Actualité de l'anarchisme au Mexique

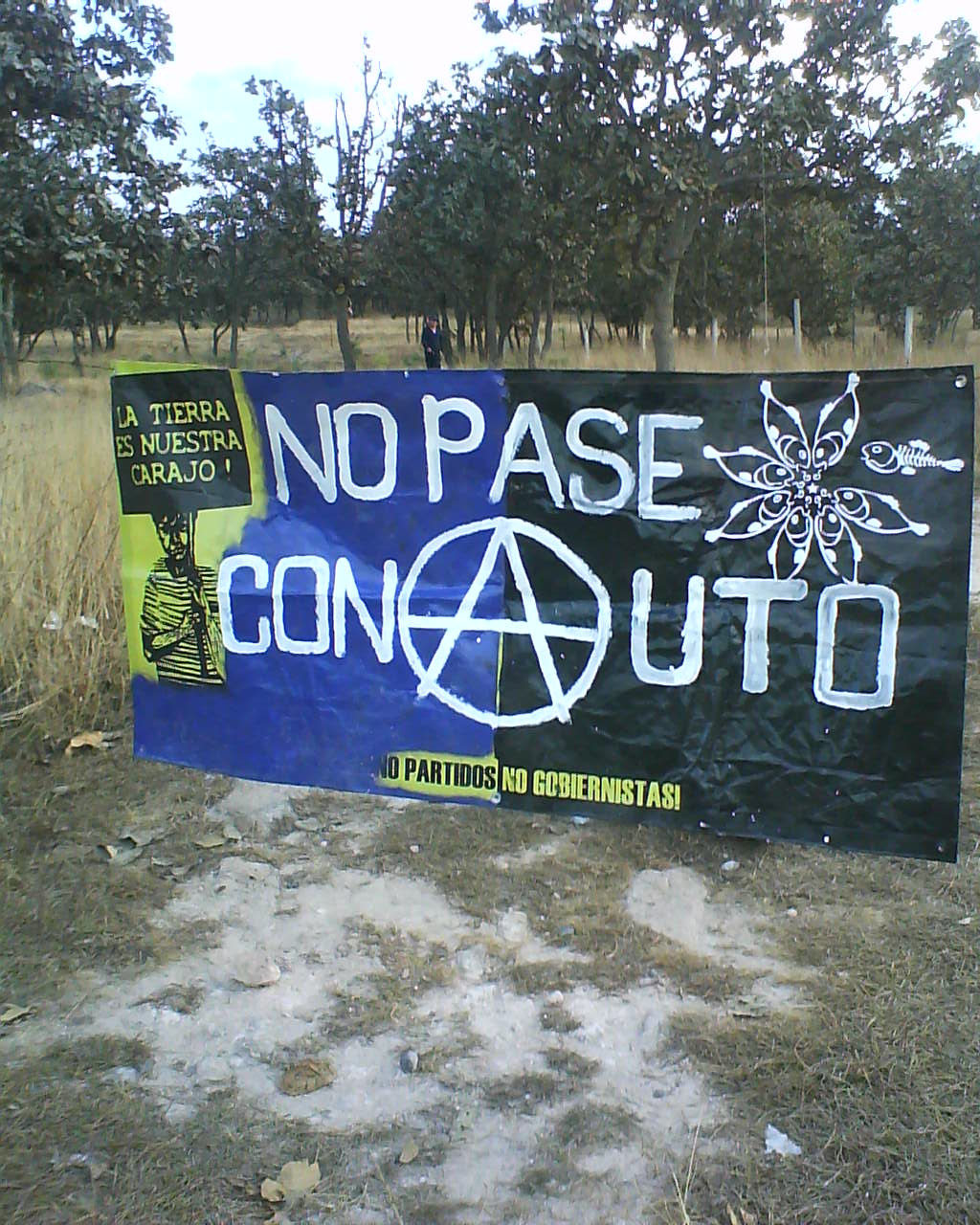
Banderole anarchiste contre la déforestation au Mexique (2009).

- 2012 : Déclaration de la Fédération anarchiste du Mexique[31].
- Octobre 2014 : quatre militants « anarchistes et libertaires », Jorge Mario González García, Carlos López « El Chivo », Fernando Bárcenas Castillo et Abraham Cortes Ávila mènent une grève de la faim en mémoire du massacre du 2 octobre 1968, à la place des Trois Cultures (Tlatelolco), dans lequel plus de trois cents personnes qui manifestaient sont tuées en affrontant l'armée et la police[32].
- Dans les années 2020, Kenia Hernández, avocate et défenseuse des droits humains de la communauté autochtone Amuzga (État de Guerrero) est coordinatrice du Collectif libertaire Zapata Vive (Colectivo Libertario Zapata Vive) et membre du Mouvement national pour la liberté des prisonniers politiques (Movimiento Nacional por la Libertad de las y los Presos Políticos). Elle se consacre à la défense juridique et politique des femmes victimes de violences, ainsi qu'à la défense du territoire et des droits des peuples autochtones[33].